# 菲尔斯滕费尔德附近阿尔滕马科特
菲尔斯滕费尔德附近阿尔滕马科特是奥地利施蒂利亚州菲尔斯滕费尔德县的一个市镇。总面积19.98平方公里，总人口1175人，人口密度58.8人/平方公里（2001年）。